# Holzhaus (Dieterskirchen)
Holzhaus ist ein Gemeindeteil von Dieterskirchen im Oberpfälzer Landkreis Schwandorf (Bayern).

## Geographische Lage
Holzhaus befindet sich ungefähr vier Kilometer südlich von Dieterskirchen am Nordrand eines ausgedehnten Waldgebietes mit dem Alten Thannstein (635 m), dem Knock (667 m), der Platte (616 m) und dem Warnberg (568 m), am Nordwesthang der Platte.

## Geschichte
Zum Stichtag 23. März 1913 (Osterfest) wurde Holzhaus als „Teil der Pfarrei Dieterskirchen mit einem Haus und vier Einwohnern“ aufgeführt. Damals war Holzhaus ein Gemeindeteil von Dautersdorf. 1972 wurde die Gemeinde Dautersdorf mit allen Gemeindeteilen in die Gemeinde Thanstein eingegliedert, womit der Ort zur Gemeinde Thanstein kam. Ab 1981 kam der Ort zur Gemeinde Dieterskirchen.
Am 31. Dezember 1990 hatte Holzhaus 7 Einwohner und gehörte zur Pfarrei Dieterskirchen.